# Tovil

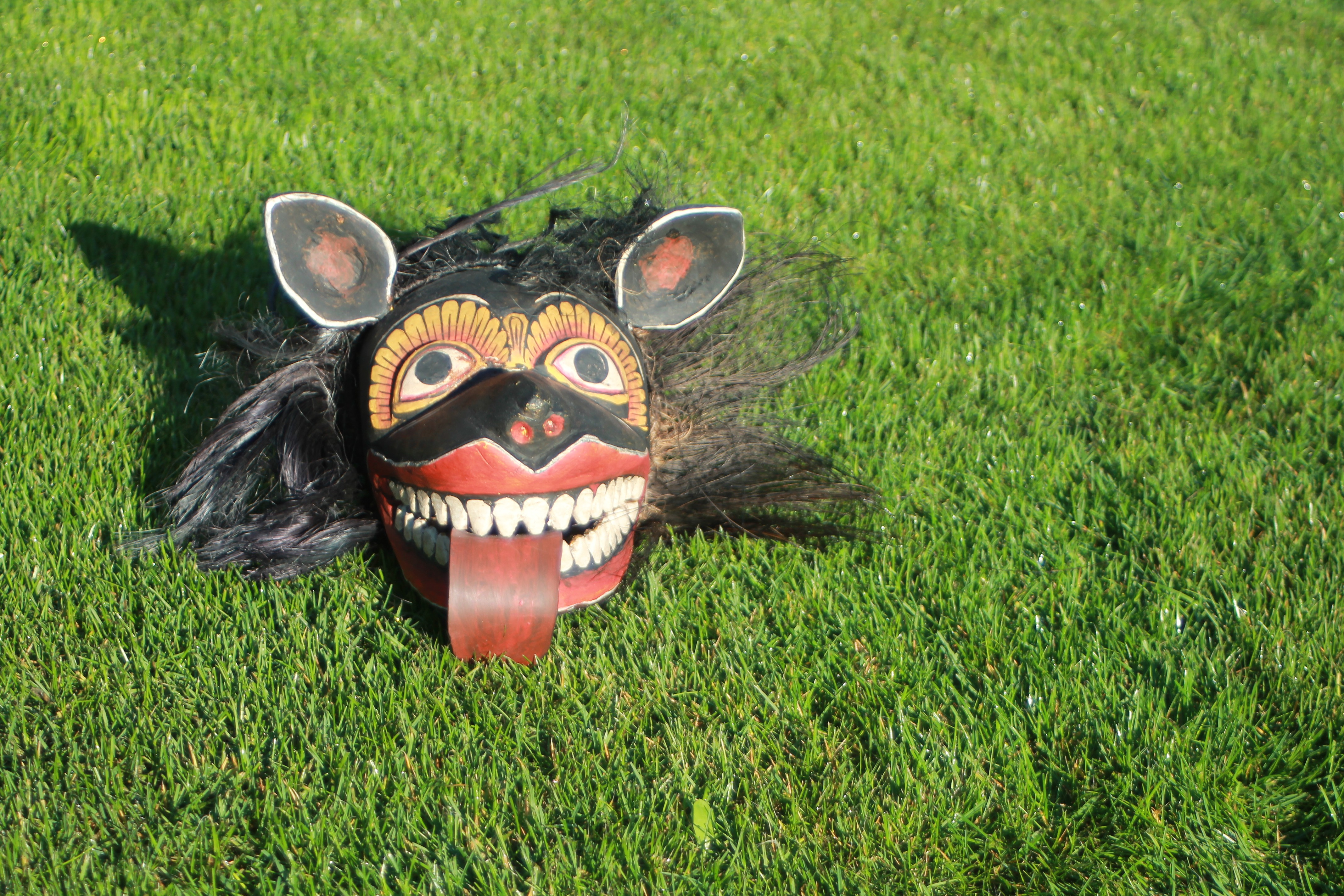
Maska démona Mahá Sohony používaná během léčebného rituálu Tovil na Srí Lance

Tovil je tradiční léčebný rituál prováděný za účelem léčby duševních nemocí ve vnitrozemí Srí Lanky. Je úzce spojený s taneční formou Pahatharata.